# Артемида-6
«Артемида-6» (англ. Artemis 6, официально — Artemis VI с римской цифрой в названии) — запланированный НАСА на 2031 год полёт космического корабля «Орион» на ракете-носителе Space Launch System. В миссии «Артемида-6» экипаж из четырех астронавтов совершит посадку на Луну с доставкой шлюзового модуля для космической станции Gateway. Запуск запланирован на март 2031 года.
В 2022 году НАСА заказало три космических корабля для миссий «Артемида» 6, 7 и 8. Lockheed Martin заявила, что КК для данных миссий будут стоить меньше, чем для миссий «Артемида» 1-5. Это объясняется развитием повторного использования систем, технологий и оборудования.

## Состав

### Ракета-носитель
Space Launch System — сверхтяжёлая ракета-носитель, используемая для запуска космического корабля «Орион» с Земли на окололунную орбиту.

### Космический корабль
Орион — транспортное средство для экипажа, используемое во всех миссиях программы «Артемида». Он доставит экипаж с Земли на орбиту станции Lunar Gateway и вернёт его обратно на Землю.

### Станция
Lunar Gateway — это модульная космическая станция, которая будет установлена на почти прямолинейной гало-орбите (англ. Near-rectilinear halo orbit, (NRHO). Планировалось, что первые два элемента Gateway будут запущены вместе на борту SpaceX Falcon Heavy в конце 2024 года.

## Space Launch System

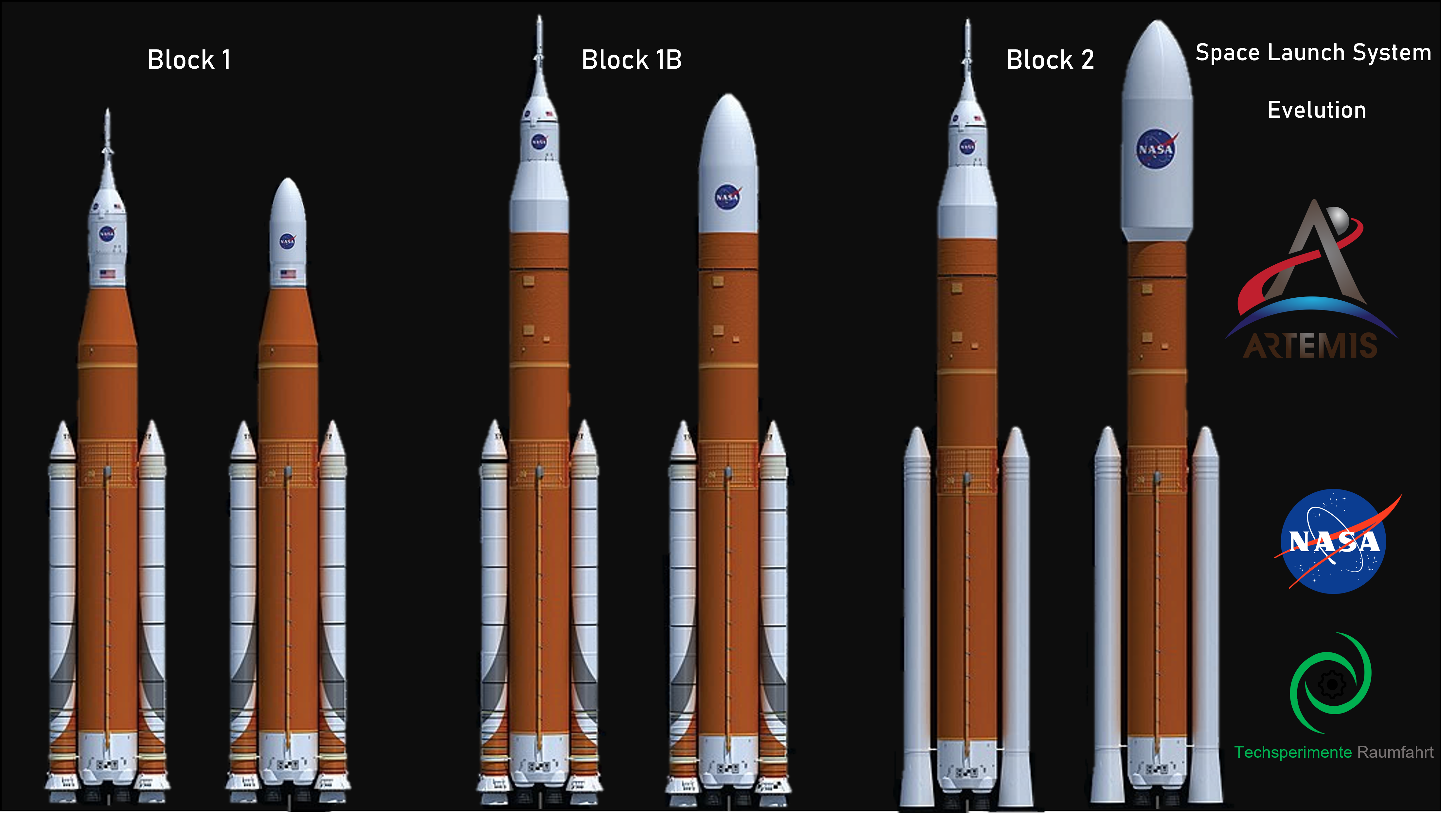
Ракеты SLS